# Affaire Gaston Borges
L'affaire Gaston Borges est une affaire judiciaire mettant en cause le prêtre pédophile Gaston Borges Pereira. En novembre 2011, il est condamné à un an de prison pour agressions sexuelles sur deux enfants de 16 et 12 ans.

## Historique
Dans les années 2000, Gaston Borges officie dans l'archidiocèse de Sens-Auxerre comme archiprêtre de la Cathédrale Saint-Étienne de Sens, il est par ailleurs vicaire épiscopal responsable du nord du département de l'Yonne. Il exerce par ailleurs les fonctions d'assesseur dans les juridictions de la Cour d'appel de Paris et du tribunal pour enfants d'Auxerre.
Le 25 décembre 2009 un jeune homme, âgé de 16 ans, passe le réveillon de Noël avec Gaston Borges. Il accuse ce dernier de l'avoir agressé sexuellement lors de cette soirée. Le prêtre est interpellé chez lui à l'aube du dimanche 27 décembre, les policiers sur place découvrent dans son lit un autre enfant mais cette fois-ci âgé de 12 ans, ce dernier est son filleul,. Il est libéré en avril 2010 et placé sous contrôle judiciaire.
Jugé en novembre 2011, le prêtre reconnait des caresses sur les enfants mais conteste la fellation pour un d'entre eux. Il est condamné à un an de prison pour les agressions sexuelles sur ces deux mineurs.   
Après avoir purgé sa peine Gaston Borges reste prêtre mais il est déplacé dans une autre région.  À partir de janvier 2013, par décision de l'archevêque d'Auch, Maurice Gardès et avec l'accord de l'archevêque de Sens-Auxerre Yves Patenôtre, il est nommé aumonier chez les Petites Sœurs des pauvres dans le diocèse d’Auch dans le Gers,.